# Mexicanos (Guanajuato)
Mexicanos es una localidad del estado mexicano de Guanajuato. Es parte del municipio de Villagrán.

## Demografía
| Gráfica de evolución demográfica |
|                                  |

| Censo | Población |
| ----- | --------- |
| 1940  | 855       |
| 1950  | 728       |
| 1960  | 1 040     |
| 1970  | 1 882     |
| 1980  | 2 786     |
| 1990  | 3 774     |
| 2000  | 4 753     |
| 2010  | 5 782     |
| 2020  | 6 398     |